# Matemo
Isla Matemo (en portugués: Ilha Matemo) es una de las Islas Quirimbas (ilhas Quirimbas), situada al noreste de la isla de Ibo (parte del distrito de Cujo) en la provincia de Cabo Delgado, al norte del país africano de Mozambique, a cerca de 100 kilómetros de la ciudad de Pemba. Tiene una superficie de alrededor de 24 km², dos pueblos y un hotel de reciente construcción.